# カエル (クロノ・トリガー)
カエル（Kaeru、英語版ではFrog）は、スクウェアのコンピュータRPG『クロノ・トリガー』に登場する架空の人物。本名はグレン（Glenn）。

## プロフィール
- 生物種：カエル
- 年齢：40歳くらい
- 身長：134cm
- 体重：42kg

「中世」の「ガルディア王国」に生きる孤独な騎士。魔王にかけられた呪いによって蛙に姿を変えられてしまい、歴史の表舞台から姿を消していた。クロノ達との出会いによって、かつて親友が残した出会いと志、そして伝説の剣を受け継ぎ、立ち上がる。

## 特徴
戦闘では物理攻撃、回復技、魔法攻撃のいずれも使うことができるなど「勇者」足る存在。剣を武器とし、剣技による攻撃を得意とする他、カエルという身体的特徴を生かしてのびるベロを用いた技や、頭上から巨大なカエルを落とすカエル技も多用する。魔法属性は水で、同じく水のマールが氷の魔法を使うのに対し、カエルはウォータ、ウォータガといった水の魔法を使う。
ゲーム中、街や建物、ダンジョン等の中では、静止時及び戦闘時は二本足で直立する（技によっては四つ這いになる）が、移動時は正に蛙のように四つ這いで飛び跳ねて移動する。
英語版（アメリカ版除く）のカエルは初期近代英語にある"thou" "thee" "shalt"といった単語や動詞の二人称単数接尾辞"-est"や三人称単数接尾辞"-eth"など古い言い回しを使う（ただし文法的に間違っている場合がある）。中世の他の人物ですら皆普通に話す中で異彩を放っている。だが過去の回想の中のグレンは普通に話す。
人間時の容姿に関してはルッカが「ハンサム」とほれ込むほどの美貌の持ち主。PS版で追加されたエンディングでは、後ろ姿のみ描写されており、逆立った緑色の長髪（ドット絵では下ろした長髪）。

## ゲーム中での活躍
カエルと出会うのは、中世のマノリア修道院でさらわれたリーネ王妃を助け出しに行く際であった。その後、再び訪れた中世で、彼の過去が明らかになる。
正体はグレンという名の若者で、ガルディア王国の騎士サイラスの親友であった。サイラスに比する武才の持ち主でありながら、その温和な人格ゆえ戦いを避けていた。デナドロ山で勇者サイラスと共に魔王に挑むが、サイラスは戦死、グレン自身はビネガーの魔王への進言により、臆病な様を揶揄した蛙の姿に変えられてしまう。その後、彼はその容姿と、魔王を討ち損じ親友を失った自責の念から「お化けカエルの森」の奥に隠棲するようになり、パレポリ村の酒場で飲んだくれて勇者バッジを落としてしまった。劇中ではクロノ達が手に入れた、勇者バッジとグランドリオンにより、かつての意思を取り戻し、打倒魔王に力を貸すようになる。
魔王城での戦いの後は、古代ジール王国崩壊後の「北の岬」で再び魔王とあいまみえる。この場合、戦闘を行うかは選択可能となっており、戦いを避ければ魔王は仲間としてパーティーに加わるが、戦った場合にパーティにカエルが加入していれば一騎討ちとなる。更にここで魔王を倒した場合、エンディングによっては人間の姿に戻ったことが確認できる（PS版のエンディングムービーでは魔王を倒さない場合でも元の姿に戻っている）。
ゲーム終盤のサブイベントにおいて、サイラスの霊が鎮まらずに暴れ続ける「北の廃墟」とよばれる場所に行くことができる。そこでカエルは自身の勇気を示し、その精神を汲み取ってドリストーンの化身グランとリオンは真の力を発揮する事で、グランドリオンはパワーアップする。新生したグランドリオンはカエルの最強武器となる（ただし、イベントでのキーアイテムのため、「強くてニューゲーム」では引き継がれない）。
仲間に対しては、粗野で男らしい喋り方で接しているが、相手が目上である場合は、非常にかしこまった丁寧な喋り方をする（クロノの母ジナを「奥方」と呼んだりする）。

## 時空冒険 ぬうまもんじゃ〜での活躍
ヌゥとマモが元の時代へ帰還することに協力。ラヴォスを倒したあと、マモの村で開かれた祝宴に参加した。